# Partido Castellano-Tierra Comunera
El Partido Castellano-Tierra Comunera (PCAS-TC) és un partit polític espanyol fruit de la unió de diverses formacions castellanistes d'índole regionalista o nacionalista, de provincialistes, d'agrupacions electorals d'àmbit local i provincial i d'independents de les comunitats autònomes de Castella i Lleó, Comunitat de Madrid i Castella-La Manxa, entre les quals destaquen Tierra Comunera i Candidatura Independiente, si bé aquest últim finalment s'integrà sols en part.

## Definició
El PCAS-TC es defineix com un partit alternatiu al bipartidisme PP-PSOE imperant als territoris en els que opera, així com defensor del patrimoni històric, cultural i mediambiental d'aquesta. Es defineix com castellanista i federalista des de la seva I Congrés Fundacional, que es va celebrar a Toledo el 24 d'octubre de 2009. Per tant, el Partido Castellano és una formació que busca recuperar la identitat castellana diluïda en les últimes dècades, i col·locar a Castella com veritable referent i motor d'Espanya, superant problemes endèmics com la despoblació, l'envelliment, l'èxode dels joves i el caciquisme imperant a les comunitats castellanes, denunciant constantment la corrupció dels dos grans partits.
EL PCAS-TC té com a objectiu un àmbit d'actuació circumscrit a les considerades pel castellanisme com províncies de Castella, és a dir, les actuals comunitats autònomes de Castella i Lleó, Comunitat de Madrid, Castella-La Manxa, La Rioja i Cantabria, que pretén unificar en una sola. Si bé en l'actualitat sols té organitzacions territorials en tres d'aquestes comunitats:
- Partido Castellano (PCAS) en Castilla-La Manxa[1]
  - En Toledo el PCAS es presenta junt a Unidad Regional Independiente per a les municipals i Diputació Provincial de Toledo[5]
- Partido de Castellano, en Castella i Lleón.[1] Partits que el conformen
  - Alternativa por Castilla y León (ACAL)[6][7]
  - Tierra Comunera (TC)
  - Candidatura Independiente (CI)
  - Partido del Progreso de Ciudades de Castilla y León (PPCCAL)
  - Agrupación Ciudadana (AGRUCI)
- Partido Castellano de Madrid (PCASM) en la Comunidad de Madrid[8]

## Història
Al juliol de 2010 es va anunciar que es presentaria a les Eleccions al Parlament de Catalunya de 2010 sota la denominació Partido Castellano-Candidatura de las Culturas de Cataluña.
A les eleccions generals de 2011 es presentà junt al Partido Regionalista Cántabro.
Per a les eleccions al Parlament Europeu de 2014 s'uneix a Primavera Europea, una coalició política espanyola en la que l'acompanyen Coalició Compromís, EQUO, Chunta Aragonesista (CHA), Por Un Mundo Más Justo (PUM+J), Democracia Participativa (Participa), Socialistas Independientes de Extremadura (SIEX) y Coalición Caballas.

## Escissió
Des de la seva creació conviuen dues corrents ideològics diferenciades, una més oficial i castellanista partidària de la unió de tota Castella i una altra crítica i regionalista més adaptada a la realitat autonòmica vigent. Després del congrés d'octubre de 2011 en el qual s'aprova, per majoria democràtica i gairebé unànime, una nova estratègia i abandonament de les sigles PCAS a Castella i Lleó promoguda per la direcció nacional, el sector regionalista a Castella i Lleó no accepta el canvi de sigles i abandona el partit per fundar un de nou, el PRCAL El nou partit pretén seguir una línia emmarcada en la comunitat actual de Castella i Lleó a diferència del PCAS, que advoca per la unió d'aquesta comunitat i integrar-la en una altra major juntament amb les de Madrid, Castella-la Manxa, la Rioja i Cantàbria per dotar de més poder i força en el marc estatal.

## Resultats

### Eleccions generals
| Eleccions                             | Vots PCAS | % PCAS | Diputat(s) PCAS | Vots PCAL | % PCAL | Diputat(s) PCAL |
| ------------------------------------- | --------- | ------ | --------------- | --------- | ------ | --------------- |
| Eleccions generals espanyoles de 2011 | 348       | < 0,01 | 0               | 2.047     | < 0,01 | 0               |